# Vriesea maculosa
Vriesea maculosa är en gräsväxtart som beskrevs av Carl Christian Mez. Vriesea maculosa ingår i släktet Vriesea och familjen Bromeliaceae. Inga underarter finns listade i Catalogue of Life.